# Eirmotus insignis
Espèce
Eirmotus insignis est une espèce de poissons de la famille des Cyprinidae. Il rappelle par sa forme générale et les bandes (au nombre de huit) qui l'ornent les « barbus » des aquariophiles, comme Puntius pentazona. Tout comme ces derniers, il est originaire du monde malais, puisque trouvé à Bornéo, dans le bassin du Kapuas.
L'espèce ne fut décrite qu'en 2008 et mesure près de 3,6 cm. Elle vit dans les eaux peu profondes et troubles entre les racines de la canopée ou dans les zones marécageuses.

## Référence
- [PDF](en) Tan Heok Hui et Maurice Kottelat, « Revision of the cyprinid fish genus Eirmotus, with description of three new species from Sumatra and Borneo », The Raffles Bulletin of Zoology, no 56,‎ 2008, p. 423-433 (lire en ligne)